# Szungni állomás
Szungni állomás (hangul: 승리역, Szungni-jok, handzsa: 勝利驛, RR: Sŭngni-yŏk, ’Győzelem’) állomás Észak-Koreában, Phenjan Csung-kujok (Chung-kuyŏk) városrészén, a phenjani metró vonalán. 1973. szeptember 6-án adták át. Közelében található az Ongnjugvan (Okryugwan), az ország egyik legnevezetesebb étterme.
| Cshollima vonal                        | Cshollima vonal | Cshollima vonal                        |
| -------------------------------------- | --------------- | -------------------------------------- |
| Moranbong Pulgunbjol (Pulgŭnbyŏl) felé | metróvonal      | Ponghva (Ponghwa) Puhung (Puhŭng) felé |